# NGC 1813
NGC 1813 é um aglomerado aberto na direção da constelação de Mensa. O objeto foi descoberto pelo astrônomo John Herschel em 1835, usando um telescópio refletor com abertura de 18,6 polegadas. Devido a sua moderada magnitude aparente (+12,8), é visível apenas com telescópios amadores ou com equipamentos superiores. 